# Lucas van Leeuwen
Lucas van Leeuwen (Werkhoven, 21 april 1989) is een producer en radio- en televisiepresentator voor omroep AVROTROS.
Van Leeuwen begon zijn carrière bij voormalig Starsound Radio van Toni Peroni te Utrecht, waar hij elke maandagavond te horen was in de MegaMaandagShow. Via Starsound Radio kon hij in 2011 een stageplek bemachtigen bij de TROS.
In 2012 werd Van Leeuwen officieel aangesteld als producer voor de TROS. 
Sinds zijn aanstelling bij de TROS, nu AVROTROS, produceerde hij onder andere programma's bij NPO Radio 2, NPO 3FM en NPO Radio 6 waaronder Corne Klijn's Soul Sensations en de Mega Top 30. Ook is hij als producer betrokken bij jaarlijkse evenementen als de Top 2000 en 3FM Serious Request.
Naast zijn werk als producer werkt Van Leeuwen ook als radio- en televisiepresentator voor AVROTROS. Tot november 2022 presenteerde hij het dagelijkse programma "Lunchen met Lucas" op NPO Sterren NL. . Sindsdien is hij vaste invaller bij NPO Sterren NL.
Naast zijn werkzaamheden voor de AVROTROS is Van Leeuwen tevens actief in lokale sportbesturen, waaronder van voetbalclub SV Aurora.